# أبو محمد عبد الله الأشيري
الإمام العلامة أبو محمد، عبد الله بن محمد بن عبد الله بن علي، الصنهاجي الأشيري، محدث، ذا معرفة بفقهه ورجاله، وله يد باسطة في النحو واللغة وكان من كبار المالكية.

## أصوله
الأشيري نسبة إلي أشير وهي قلعة لبني حماد ملوك إفريقية، بالجنوب الشرقي من ولاية المدية ببلدية الكاف الأخضر ناحية شلالة العذاورة في سفح جبل التيطري والتي كانت عاصمة التيطري قبل تأسيس مدينة المدية.

## علمه
انتقل إلى الشام وسكن حلب، سمع ببغداد مع ولده في أيام ابن هبيرة، وكان من كبار المالكية، فحدث عن : أحمد بن علي بن غزلون، وعلي بن عبد الله بن موهب الجذامي، والقاضي عياض، وجماعة.

### ممن روي عنه
روى عنه : أبو الفتوح بن الحصري، وأبو محمد بن علون الأسدي.
استدعاه الوزير أبو المظفر عون الدين يحيى بن هبيرة وزير المقتفي وطلبه من الملك العادل نور الدين محمود بن زنكي لإقراء الحديث وتدريس علومه ببغداد، فاقرأ هناك كتاب الإفصاح وعن شرح معاني الصحاح بمحضر الوزير مؤلف الكتاب نفسه، وهو شرح يحتوي على عشرة كتب شرح بها الوزير أحاديث الصحيحين، وقد جرت للشيخ مع الوزير منافرة فتقاطعا، ثم اعتذر إليه.
قال ابن الحصري: «كان إماما في الحديث، ذا معرفة بفقهه ورجاله، وله يد باسطة في النحو واللغة، وجرى بينه وبين الوزير ابن هبيرة كلام في دعائه ﷺ يوم بدر : إن تهلك هذه العصابة وكان الصواب معه.»

## وفاته
مات ببقاع بعلبك سنة ‹561 هـ - 1165 م›، وقال ابن عساكر: «كان يكتب لصاحب المغرب، فلما مات، خاف ونزح، وقرر له الملك نور الدين بحلب كفايته، ثم حج، اتفق موته باللبوة في شوال سنة إحدى وستين وخمسمائة».